# Dasineura leguminicola
Dasineura leguminicola är en tvåvingeart som först beskrevs av Joseph Albert Lintner 1879.  Dasineura leguminicola ingår i släktet Dasineura och familjen gallmyggor. Inga underarter finns listade i Catalogue of Life.